# M'Toussa
M'Toussa là một đô thị thuộc tỉnh Khenchela, Algérie. Dân số thời điểm năm 2002 là 5.538 người.